# Philippe de Thurey
Pour les articles homonymes, voir Thurey (homonymie).
Philippe de Thurey, mort à Lyon le 28 novembre 1415, est un archevêque de Lyon, sous le nom de Philippe II.

## Biographie

### Origines
Philippe de Thurey (Philippus de Tureyo, de Turey) appartient à la famille de Thurey, originaire du sud de la Bourgogne, dans les environs de Chalon-sur-Saône.
Il est le fils du chevalier Girard de Thurey, maréchal de Bourgogne, et de Jeanne de la Palud. Il est le frère de Pierre de Thury, cardinal et évêque de Maillezais, et de Renaud, doyen du chapitre Saint-Jean,.
Il est le neveu de Guillaume de Thurey, lui-même archevêque de Lyon,,.

### Carrière religieuse
Il commence sa carrière religieuse comme chanoine-comte du chapitre de la cathédrale Saint-Jean, en 1364,. Il est fait chantre du chapitre en 1372, et cumule la même année avec le titre de prévôt de Fourvière. En 1376, il devient également chanoine du chapitre de Saint-Just.
Élu archevêque de Lyon en 1389, sous le nom de Philippe II, il poursuit immédiatement la lutte de ses prédécesseurs contre l'influence des officiers du roi et de leur justice dans la ville. En particulier, il proteste contre leur présence au sein de la ville, dans la Maison de Roanne. Il obtient gain de cause en 1393, mais une manifestation populaire excessive vexe l'entourage du roi. L'arrêt est cassé et les officiers reviennent.
Son droit de battre monnaie est aboli.
Il reçoit la confirmation de la primatie de l'Église de Lyon sur celles de Paris (1392) et Rouen (v.1401-1405).
En 1409, il assiste au Concile de Pise,.
En 1415, Philippe de Thurey nomme abbé de Savigny un de ses propres neveux. Les moines l’ayant refusé, l'archevêque excommunia tous les moines.
Il meurt en 1415. L'obituaire de Lyon plaçait, par erreur, sa mort le 17 août 1412. Son corps est probablement inhumé dans la chapelle Saint-Sépulcre de la cathédrale lyonnaise,, qu'il avait fait édifier.

### Épisode de l'expulsion des officiers du roi
Des lettres patentes du 3 avril 1393 l'ayant autorisé à chasser de la ville et du palais de Roanne les officiers du roi, Philippe de Thurey fit mettre ces lettres à exécution par un nommé Givry. Celui-ci, précédé de plusieurs ecclésiastiques portant des falots, s'était rendu à l'hôtel de Roanne et en avait expulsé le sénéchal. Il avait ouvert les prisons à deux criminels, enlevé de la salle des plaidoiries le tableau des ordonnances royales, permis à un nommé Cartula de monter à reculons sur un âne et de traîner dans les rues, en criant "tout est gagné, nous n'avons plus de roi!", un panonceau où étaient peintes les armes du roi. Plainte fut déposée au Parlement de Paris qui, par arrêt du 5 octobre 1394, cassa les lettres patentes du 5 avril 1393, punit Givry et Catula, et condamna l'archevêque à payer des dommages et intérêts aux officiers du roi, qui furent immédiatement rétablis. Malgré cet arrêt, Philippe de Thurey troubla encore plus d'une fois les officiers royaux dans l'exercice de leurs fonctions".

## Réalisations
Il soutient financièrement la fin des travaux de la voûte de la cathédrale Saint-Jean. Il dirige des rénovations intérieures dans l'Église Saint-Étienne.

## Armes

Armes des Thurey.

Ses armes sont : De gueules au sautoir d'or.
L'écu placé sur la croix épiscopale, qui dans quelques cas charge l'écu.